# Torneo Apertura 2025 (Venezuela)
El Torneo Apertura 2025 fue el primero de los dos torneos de la temporada 2025 en la Primera División del fútbol venezolano.

## Formato
El torneo se jugó con el formato todos contra todos en una rueda de 13 fechas, en los que participaron 14 equipos. Los mejores ocho de la primera ronda clasificaron a los cuadrangulares semifinales, con enfrentamientos de ida y vuelta, el primero de cada grupo clasificó a la final para definir al campeón. Los campeones de los dos torneos (Apertura y Clausura) se enfrentaron en una final a partidos de ida y vuelta para definir al campeón nacional quien se llevó el título de liga es decir, la estrella de la temporada. El equipo campeón del Torneo Apertura 2025 clasificó para la Copa Libertadores 2026 y el subcampeón clasificó para la Copa Sudamericana 2026.
Todo lo concerniente a un empate de puntos al finalizar el todos contra todos entre dos clubes, se dilucidó en favor del club que tuvo mejor diferencia de goles a favor. Si persistía, se tomaba en cuenta quien hubiera marcado más goles a favor; si el empate era entre tres o más clubes, se definía en favor del club que tuviera más puntos obtenidos solo entre los cruces de los clubes involucrados.

## Relevos
Fueron catorce equipos los que compitieron en la liga, los cuales fueron los doce equipos ratificados de la temporada anterior y dos ascendidos de la Segunda División. Hubo dos equipos promovidos, Yaracuyanos Fútbol Club que fue campeón de la temporada 2024 de la Segunda División, por otro lado Anzoátegui Fútbol Club, subcampeón de la Segunda División, tomó el lugar de Angostura Fútbol Club que por problemas económicos fue relegado a la categoría inferior.
| Pos. | Descendido de la Primera División |
| ---- | --------------------------------- |
| Ret. | Angostura                         |
| 14.º | Inter de Barinas                  |

| Pos. | Ascendido de la Segunda División |
| ---- | -------------------------------- |
| 1.º  | Yaracuyanos                      |
| 2.º  | Anzoátegui                       |

## Información
| Academia Puerto Cabello                    | Puerto Cabello | Eduardo Saragó        | Complejo Deportivo Socialista | 6000   | Givova      |
| Anzoátegui                                 | Puerto La Cruz | Leo González          | José Antonio Anzoátegui       | 37 485 | RS          |
| Carabobo                                   | Valencia       | Daniel Farías         | Polideportivo Misael Delgado  | 10 400 | Runic       |
| Caracas                                    | Caracas        | Fernando Aristeguieta | Olímpico de la UCV            | 20 900 | Zeus        |
| Deportivo La Guaira                        | Caracas        | Juan Domingo Tolisano | Olímpico de la UCV            | 20 900 | RS          |
| Deportivo Táchira                          | San Cristóbal  | Edgar Pérez Greco     | Polideportivo de Pueblo Nuevo | 38 755 | Boman       |
| Estudiantes de Mérida                      | Mérida         | Jesús Ortiz           | Metropolitano de Mérida       | 42 200 | ECONTEX     |
| Metropolitanos                             | Caracas        | Roland Marcenaro      | Olímpico de la UCV            | 20 900 | RS          |
| Monagas                                    | Maturín        | Jhonny Ferreira       | Monumental de Maturín         | 51 796 | RS          |
| Portuguesa                                 | Araure         | Giancarlo Maldonado   | José Antonio Páez             | 14 000 | RS          |
| Rayo Zuliano                               | Maracaibo      | Javier Villafráz      | José Encarnación Romero       | 40 800 | Attle       |
| Universidad Central                        | Caracas        | Daniel Sasso          | Olímpico de la UCV            | 20 900 | New Arrival |
| Yaracuyanos                                | San Felipe     | Dayron Pérez          | Florentino Oropeza            | 12 000 | Manita      |
| Zamora                                     | Barinas        | José María Morr       | Agustín Tovar                 | 25 500 | RS          |
| Datos actualizados al 17 de enero de 2025. |                |                       |                               |        |             |

### Cambios de entrenadores
| Equipo                  | Entrenador            | Tipo              | Salida                  | Posición     | Entrenador         | Entrada                 |
| ----------------------- | --------------------- | ----------------- | ----------------------- | ------------ | ------------------ | ----------------------- |
| Monagas                 | Carlos Javier Fuhrman | Fin de interinato | 8 de diciembre de 2024  | Pretemporada | Jhonny Ferreira    | 16 de enero de 2025     |
| Metropolitanos          | José María Morr       | Resignado         | 11 de diciembre de 2024 | Pretemporada | Roland Marcenaro   | 20 de diciembre de 2024 |
| Anzoátegui              | Alexis Jordán         | Reemplazado       | 26 de diciembre de 2024 | Pretemporada | Leo González       | 26 de diciembre de 2024 |
| Zamora                  | Alí Cañas             | Fin de contrato   | 30 de diciembre de 2024 | Pretemporada | Adolfo Monsalve    | 6 de enero de 2025      |
| Academia Puerto Cabello | Iván Fernández        | Mutuo acuerdo     | 31 de enero de 2025     | 12.°         | Bladimir Morales   | 1 de febrero de 2025    |
| Academia Puerto Cabello | Bladimir Morales      | Fin de interinato | 3 de febrero de 2025    | 7.°          | Vasco Faísca       | 3 de febrero de 2025    |
| Zamora                  | Adolfo Monsalve       | Mutuo acuerdo     | 3 de marzo de 2025      | 12.°         | José María Morr    | 4 de marzo de 2025      |
| Yaracuyanos             | Jhon Pinto            | Despedido         | 17 de marzo de 2025     | 14.°         | Dayron Pérez       | 17 de marzo de 2025     |
| Estudiantes de Mérida   | Daniel Farías         | Mutuo acuerdo     | 15 de abril de 2025     | 13.°         | Ildemaro Fernández | 15 de abril de 2025     |
| Estudiantes de Mérida   | Ildemaro Fernández    | Fin de interinato | 2 de mayo de 2025       | 12.°         | Jesús Ortiz        | 2 de mayo de 2025       |
| Academia Puerto Cabello | Vasco Faísca          | Mutuo acuerdo     | 29 de mayo de 2025      | 3.° (B)      | Bladimir Morales   | 1 de junio de 2025      |
| Carabobo                | Diego Merino          | Resignado         | 30 de mayo de 2025      | 2.° (B)      | Daniel Farías      | 31 de mayo de 2025      |
| Academia Puerto Cabello | Bladimir Morales      | Fin de interinato | 3 de junio de 2025      | 4.° (B)      | Eduardo Saragó     | 3 de junio de 2025      |

## Localización

### Equipos por región
| Capital           | 4 | Caracas, Deportivo La Guaira, Metropolitanos, Universidad Central | Dep. Táchira Estudiantes (M) Rayo Zuliano Zamora Portuguesa Yaracuyanos Carabobo Puerto Cabello Monagas Anzoátegui Caracas Equipos en Caracas Caracas Deportivo La Guaira Metropolitanos Universidad Central |
| Los Andes         | 3 | Deportivo Táchira, Estudiantes de Mérida, Zamora                  | Dep. Táchira Estudiantes (M) Rayo Zuliano Zamora Portuguesa Yaracuyanos Carabobo Puerto Cabello Monagas Anzoátegui Caracas Equipos en Caracas Caracas Deportivo La Guaira Metropolitanos Universidad Central |
| Central           | 2 | Academia Puerto Cabello, Carabobo                                 | Dep. Táchira Estudiantes (M) Rayo Zuliano Zamora Portuguesa Yaracuyanos Carabobo Puerto Cabello Monagas Anzoátegui Caracas Equipos en Caracas Caracas Deportivo La Guaira Metropolitanos Universidad Central |
| Nor-Oriental      | 2 | Anzoátegui, Monagas                                               | Dep. Táchira Estudiantes (M) Rayo Zuliano Zamora Portuguesa Yaracuyanos Carabobo Puerto Cabello Monagas Anzoátegui Caracas Equipos en Caracas Caracas Deportivo La Guaira Metropolitanos Universidad Central |
| Centro Occidental | 2 | Portuguesa, Yaracuyanos                                           | Dep. Táchira Estudiantes (M) Rayo Zuliano Zamora Portuguesa Yaracuyanos Carabobo Puerto Cabello Monagas Anzoátegui Caracas Equipos en Caracas Caracas Deportivo La Guaira Metropolitanos Universidad Central |
| Zuliana           | 1 | Rayo Zuliano                                                      | Dep. Táchira Estudiantes (M) Rayo Zuliano Zamora Portuguesa Yaracuyanos Carabobo Puerto Cabello Monagas Anzoátegui Caracas Equipos en Caracas Caracas Deportivo La Guaira Metropolitanos Universidad Central |

## Todos contra todos

### Clasificación
|                                              | Equipo                  | Puntos | J  | G | E | P | GF | GC | DG  |
| -------------------------------------------- | ----------------------- | ------ | -- | - | - | - | -- | -- | --- |
| 1                                            | Deportivo La Guaira     | 26     | 13 | 7 | 5 | 1 | 20 | 11 | 9   |
| 2                                            | Carabobo                | 26     | 13 | 7 | 5 | 1 | 13 | 7  | 6   |
| 3                                            | Universidad Central     | 25     | 13 | 7 | 4 | 2 | 15 | 9  | 6   |
| 4                                            | Deportivo Táchira       | 23     | 13 | 6 | 5 | 2 | 19 | 10 | 9   |
| 5                                            | Academia Puerto Cabello | 21     | 13 | 6 | 3 | 4 | 14 | 10 | 4   |
| 6                                            | Anzoátegui              | 20     | 13 | 5 | 5 | 3 | 17 | 12 | 5   |
| 7                                            | Portuguesa              | 18     | 13 | 5 | 3 | 5 | 14 | 14 | 0   |
| 8                                            | Metropolitanos          | 16     | 13 | 4 | 4 | 5 | 17 | 18 | -1  |
| 9                                            | Caracas                 | 16     | 13 | 4 | 4 | 5 | 12 | 15 | -3  |
| 10                                           | Monagas                 | 15     | 13 | 4 | 3 | 6 | 17 | 21 | -4  |
| 11                                           | Rayo Zuliano            | 14     | 13 | 4 | 2 | 7 | 13 | 17 | -4  |
| 12                                           | Estudiantes de Mérida   | 10     | 13 | 3 | 1 | 9 | 15 | 23 | -8  |
| 13                                           | Zamora                  | 9      | 13 | 2 | 3 | 8 | 10 | 17 | -7  |
| 14                                           | Yaracuyanos             | 8      | 13 | 1 | 5 | 7 | 12 | 24 | -12 |
| Fuente: Flashscore; actualización automática |                         |        |    |   |   |   |    |    |     |

     Cuadrangulares semifinales.

### Evolución de las posiciones
| Equipo \ Jornadas       | 01 | 02 | 03 | 04 | 05 | 06 | 07 | 08 | 09 | 10 | 11 | 12 | 13 |
| ----------------------- | -- | -- | -- | -- | -- | -- | -- | -- | -- | -- | -- | -- | -- |
| Deportivo La Guaira     | 6  | 9  | 9  | 7  | 4  | 1  | 4  | 1  | 1  | 2  | 2  | 3  | 1  |
| Carabobo                | 1  | 3  | 2  | 2  | 5  | 3  | 3  | 4  | 4  | 1  | 1  | 2  | 2  |
| Universidad Central     | 9  | 10 | 11 | 8  | 6  | 4  | 2  | 3  | 3  | 4  | 3  | 1  | 3  |
| Deportivo Táchira       | 10 | 1  | 1  | 4  | 1  | 2  | 1  | 2  | 2  | 3  | 4  | 4  | 4  |
| Academia Puerto Cabello | 12 | 7  | 8  | 6  | 3  | 6  | 5  | 5  | 5  | 5  | 5  | 5  | 5  |
| Anzoátegui              | 4  | 2  | 5  | 3  | 7  | 7  | 6  | 6  | 6  | 6  | 7  | 7  | 6  |
| Portuguesa              | 3  | 6  | 4  | 1  | 2  | 5  | 8  | 9  | 9  | 10 | 6  | 6  | 7  |
| Metropolitanos          | 2  | 8  | 7  | 10 | 8  | 11 | 9  | 10 | 10 | 9  | 9  | 10 | 8  |
| Caracas                 | 5  | 4  | 3  | 5  | 9  | 8  | 7  | 7  | 7  | 8  | 10 | 11 | 9  |
| Monagas                 | 7  | 12 | 14 | 14 | 14 | 13 | 13 | 12 | 11 | 11 | 11 | 8  | 10 |
| Rayo Zuliano            | 8  | 11 | 12 | 9  | 12 | 9  | 10 | 8  | 8  | 7  | 8  | 9  | 11 |
| Estudiantes de Mérida   | 14 | 13 | 10 | 12 | 10 | 10 | 11 | 11 | 12 | 12 | 13 | 12 | 12 |
| Zamora                  | 11 | 5  | 6  | 11 | 11 | 12 | 12 | 13 | 13 | 13 | 12 | 13 | 13 |
| Yaracuyanos             | 13 | 14 | 13 | 13 | 13 | 14 | 14 | 14 | 14 | 14 | 14 | 14 | 14 |

### Resultados
- La hora de cada encuentro corresponde al huso horario que rige a Venezuela (UTC-4).

| Fecha 1               | Fecha 1   | Fecha 1                 | Fecha 1                       | Fecha 1     | Fecha 1 |
| Local                 | Resultado | Visitante               | Estadio                       | Fecha       | Hora    |
| --------------------- | --------- | ----------------------- | ----------------------------- | ----------- | ------- |
| Metropolitanos        | 2 – 1     | Academia Puerto Cabello | Olímpico de la UCV            | 24 de enero | 18:00   |
| Monagas               | 1 – 1     | Deportivo La Guaira     | Monumental de Maturín         | 24 de enero | 20:30   |
| Estudiantes de Mérida | 0 – 2     | Carabobo                | Metropolitano de Mérida       | 25 de enero | 17:00   |
| Universidad Central   | 1 – 1     | Anzoátegui              | Olímpico de la UCV            | 25 de enero | 17:00   |
| Rayo Zuliano          | 1 – 1     | Caracas                 | José Encarnación Romero       | 26 de enero | 15:30   |
| Deportivo Táchira     | 0 – 0     | Zamora                  | Polideportivo de Pueblo Nuevo | 26 de enero | 17:45   |
| Portuguesa            | 1 – 0     | Yaracuyanos             | José Antonio Páez             | 26 de enero | 20:00   |

| Fecha 2             | Fecha 2   | Fecha 2                 | Fecha 2                 | Fecha 2      | Fecha 2 |
| Local               | Resultado | Visitante               | Estadio                 | Fecha        | Hora    |
| ------------------- | --------- | ----------------------- | ----------------------- | ------------ | ------- |
| Monagas             | 1 – 4     | Deportivo Táchira       | Monumental de Maturín   | 30 de enero  | 20:30   |
| Anzoátegui          | 3 – 1     | Rayo Zuliano            | José Antonio Anzoátegui | 31 de enero  | 19:00   |
| Yaracuyanos         | 0 – 3     | Academia Puerto Cabello | Florentino Oropeza      | 1 de febrero | 15:00   |
| Zamora              | 2 – 1     | Estudiantes de Mérida   | Agustín Tovar           | 2 de febrero | 17:00   |
| Deportivo La Guaira | 2 – 2     | Universidad Central     | Metropolitano de Lara   | 2 de febrero | 18:00   |
| Carabobo            | 0 – 0     | Portuguesa              | Misael Delgado          | 2 de febrero | 19:30   |
| Caracas             | 1 – 0     | Metropolitanos          | Metropolitano de Lara   | 3 de febrero | 19:00   |

| Fecha 3                 | Fecha 3   | Fecha 3             | Fecha 3                       | Fecha 3      | Fecha 3 |
| Local                   | Resultado | Visitante           | Estadio                       | Fecha        | Hora    |
| ----------------------- | --------- | ------------------- | ----------------------------- | ------------ | ------- |
| Estudiantes de Mérida   | 2 – 0     | Monagas             | Metropolitano de Mérida       | 6 de febrero | 19:30   |
| Portuguesa              | 2 – 1     | Zamora              | José Antonio Páez             | 7 de febrero | 19:00   |
| Rayo Zuliano            | 1 – 1     | Deportivo La Guaira | José Encarnación Romero       | 8 de febrero | 15:30   |
| Deportivo Táchira       | 1 – 0     | Universidad Central | Polideportivo de Pueblo Nuevo | 8 de febrero | 17:45   |
| Academia Puerto Cabello | 1 – 3     | Carabobo            | La Bombonerita                | 8 de febrero | 20:00   |
| Yaracuyanos             | 0 – 0     | Metropolitanos      | Florentino Oropeza            | 9 de febrero | 15:00   |
| Caracas                 | 1 – 0     | Anzoátegui          | Metropolitano de Lara         | 9 de febrero | 18:00   |

| Fecha 4             | Fecha 4   | Fecha 4                 | Fecha 4                 | Fecha 4       | Fecha 4 |
| Local               | Resultado | Visitante               | Estadio                 | Fecha         | Hora    |
| ------------------- | --------- | ----------------------- | ----------------------- | ------------- | ------- |
| Universidad Central | 2 – 1     | Estudiantes de Mérida   | Olímpico de la UCV      | 14 de febrero | 19:00   |
| Rayo Zuliano        | 1 – 0     | Deportivo Táchira       | José Encarnación Romero | 15 de febrero | 15:30   |
| Carabobo            | 2 – 2     | Yaracuyanos             | Misael Delgado          | 15 de febrero | 17:45   |
| Deportivo La Guaira | 1 – 0     | Caracas                 | Olímpico de la UCV      | 15 de febrero | 20:00   |
| Monagas             | 0 – 2     | Portuguesa              | Monumental de Maturín   | 16 de febrero | 17:00   |
| Zamora              | 0 – 2     | Academia Puerto Cabello | Agustín Tovar           | 16 de febrero | 19:30   |
| Anzoátegui          | 3 – 1     | Metropolitanos          | José Antonio Anzoátegui | 17 de febrero | 19:00   |

| Fecha 5                 | Fecha 5   | Fecha 5             | Fecha 5                       | Fecha 5       | Fecha 5 |
| Local                   | Resultado | Visitante           | Estadio                       | Fecha         | Hora    |
| ----------------------- | --------- | ------------------- | ----------------------------- | ------------- | ------- |
| Estudiantes de Mérida   | 1 – 0     | Rayo Zuliano        | Metropolitano de Mérida       | 21 de febrero | 17:30   |
| Yaracuyanos             | 2 – 2     | Zamora              | Florentino Oropeza            | 22 de febrero | 15:00   |
| Anzoátegui              | 0 – 1     | Deportivo La Guaira | José Antonio Anzoátegui       | 22 de febrero | 17:45   |
| Portuguesa              | 0 – 1     | Universidad Central | José Antonio Páez             | 22 de febrero | 20:00   |
| Deportivo Táchira       | 1 – 0     | Caracas             | Polideportivo de Pueblo Nuevo | 23 de febrero | 17:00   |
| Metropolitanos          | 3 – 0     | Carabobo            | Olímpico de la UCV            | 23 de febrero | 18:45   |
| Academia Puerto Cabello | 1 – 0     | Monagas             | La Bombonerita                | 23 de febrero | 19:30   |

| Fecha 6             | Fecha 6   | Fecha 6                 | Fecha 6                 | Fecha 6       | Fecha 6 |
| Local               | Resultado | Visitante               | Estadio                 | Fecha         | Hora    |
| ------------------- | --------- | ----------------------- | ----------------------- | ------------- | ------- |
| Rayo Zuliano        | 1 – 0     | Portuguesa              | José Encarnación Romero | 28 de febrero | 15:30   |
| Deportivo La Guaira | 4 – 1     | Metropolitanos          | Olímpico de la UCV      | 1 de marzo    | 16:00   |
| Anzoátegui          | 0 – 0     | Deportivo Táchira       | José Antonio Anzoátegui | 1 de marzo    | 18:15   |
| Caracas             | 0 – 0     | Estudiantes de Mérida   | Metropolitano de Lara   | 1 de marzo    | 18:15   |
| Universidad Central | 1 – 0     | Academia Puerto Cabello | Olímpico de la UCV      | 1 de marzo    | 20:30   |
| Zamora              | 0 – 1     | Carabobo                | Agustín Tovar           | 2 de marzo    | 17:30   |
| Monagas             | 2 – 1     | Yaracuyanos             | Monumental de Maturín   | 2 de marzo    | 20:00   |

| Fecha 7                 | Fecha 7   | Fecha 7             | Fecha 7                       | Fecha 7    | Fecha 7 |
| Local                   | Resultado | Visitante           | Estadio                       | Fecha      | Hora    |
| ----------------------- | --------- | ------------------- | ----------------------------- | ---------- | ------- |
| Estudiantes de Mérida   | 3 – 4     | Anzoátegui          | Metropolitano de Mérida       | 7 de marzo | 18:30   |
| Yaracuyanos             | 0 – 2     | Universidad Central | Florentino Oropeza            | 8 de marzo | 15:00   |
| Carabobo                | 1 – 0     | Monagas             | Misael Delgado                | 8 de marzo | 17:30   |
| Deportivo Táchira       | 2 – 1     | Deportivo La Guaira | Polideportivo de Pueblo Nuevo | 9 de marzo | 17:00   |
| Portuguesa              | 0 – 2     | Caracas             | José Antonio Páez             | 9 de marzo | 18:00   |
| Metropolitanos          | 0 – 0     | Zamora              | Olímpico de la UCV            | 9 de marzo | 19:00   |
| Academia Puerto Cabello | 1 – 0     | Rayo Zuliano        | La Bombonerita                | 9 de marzo | 20:30   |

| Fecha 8             | Fecha 8   | Fecha 8                 | Fecha 8                       | Fecha 8     | Fecha 8 |
| Local               | Resultado | Visitante               | Estadio                       | Fecha       | Hora    |
| ------------------- | --------- | ----------------------- | ----------------------------- | ----------- | ------- |
| Monagas             | 2 – 1     | Zamora                  | Monumental de Maturín         | 14 de marzo | 18:00   |
| Caracas             | 0 – 0     | Academia Puerto Cabello | Olímpico de la UCV            | 14 de marzo | 20:30   |
| Rayo Zuliano        | 2 – 0     | Yaracuyanos             | José Encarnación Romero       | 15 de marzo | 15:30   |
| Anzoátegui          | 0 – 0     | Portuguesa              | José Antonio Anzoátegui       | 15 de marzo | 17:45   |
| Universidad Central | 1 – 1     | Carabobo                | Olímpico de la UCV            | 15 de marzo | 20:00   |
| Deportivo Táchira   | 1 – 1     | Metropolitanos          | Polideportivo de Pueblo Nuevo | 16 de marzo | 17:00   |
| Deportivo La Guaira | 2 – 1     | Estudiantes de Mérida   | Olímpico de la UCV            | 16 de marzo | 19:30   |

| Fecha 9                 | Fecha 9   | Fecha 9             | Fecha 9                 | Fecha 9     | Fecha 9 |
| Local                   | Resultado | Visitante           | Estadio                 | Fecha       | Hora    |
| ----------------------- | --------- | ------------------- | ----------------------- | ----------- | ------- |
| Yaracuyanos             | 3 – 3     | Caracas             | Florentino Oropeza      | 27 de marzo | 15:00   |
| Estudiantes de Mérida   | 2 – 3     | Deportivo Táchira   | Metropolitano de Mérida | 28 de marzo | 17:30   |
| Carabobo                | 1 – 0     | Rayo Zuliano        | Misael Delgado          | 28 de marzo | 20:00   |
| Zamora                  | 0 – 1     | Universidad Central | Agustín Tovar           | 29 de marzo | 17:30   |
| Academia Puerto Cabello | 0 – 0     | Anzoátegui          | La Bombonerita          | 29 de marzo | 20:00   |
| Metropolitanos          | 2 – 2     | Monagas             | Olímpico de la UCV      | 30 de marzo | 17:30   |
| Portuguesa              | 1 – 3     | Deportivo La Guaira | José Antonio Páez       | 30 de marzo | 20:00   |

| Fecha 10              | Fecha 10  | Fecha 10                | Fecha 10                      | Fecha 10   | Fecha 10 |
| Local                 | Resultado | Visitante               | Estadio                       | Fecha      | Hora     |
| --------------------- | --------- | ----------------------- | ----------------------------- | ---------- | -------- |
| Universidad Central   | 0 – 0     | Monagas                 | Olímpico de la UCV            | 4 de abril | 17:30    |
| Anzoátegui            | 1 – 1     | Yaracuyanos             | José Antonio Anzoátegui       | 4 de abril | 20:00    |
| Caracas               | 0 – 1     | Carabobo                | Olímpico de la UCV            | 5 de abril | 15:00    |
| Rayo Zuliano          | 2 – 0     | Zamora                  | José Encarnación Romero       | 5 de abril | 15:30    |
| Estudiantes de Mérida | 1 – 2     | Metropolitanos          | Metropolitano de Mérida       | 5 de abril | 17:45    |
| Deportivo La Guaira   | 0 – 0     | Academia Puerto Cabello | Olímpico de la UCV            | 5 de abril | 19:00    |
| Deportivo Táchira     | 1 – 1     | Portuguesa              | Polideportivo de Pueblo Nuevo | 6 de abril | 17:30    |

| Fecha 11                | Fecha 11  | Fecha 11              | Fecha 11              | Fecha 11    | Fecha 11 |
| Local                   | Resultado | Visitante             | Estadio               | Fecha       | Hora     |
| ----------------------- | --------- | --------------------- | --------------------- | ----------- | -------- |
| Monagas                 | 3 – 2     | Rayo Zuliano          | Monumental de Maturín | 10 de abril | 18:00    |
| Portuguesa              | 4 – 2     | Estudiantes de Mérida | José Antonio Páez     | 11 de abril | 19:00    |
| Yaracuyanos             | 1 – 2     | Deportivo La Guaira   | Florentino Oropeza    | 12 de abril | 15:00    |
| Metropolitanos          | 0 – 1     | Universidad Central   | Olímpico de la UCV    | 12 de abril | 18:00    |
| Carabobo                | 1 – 0     | Anzoátegui            | Misael Delgado        | 13 de abril | 17:00    |
| Zamora                  | 3 – 0     | Caracas               | Agustín Tovar         | 13 de abril | 18:00    |
| Academia Puerto Cabello | 3 – 2     | Deportivo Táchira     | La Bombonerita        | 13 de abril | 20:00    |

| Fecha 12              | Fecha 12  | Fecha 12                | Fecha 12                      | Fecha 12    | Fecha 12 |
| Local                 | Resultado | Visitante               | Estadio                       | Fecha       | Hora     |
| --------------------- | --------- | ----------------------- | ----------------------------- | ----------- | -------- |
| Deportivo La Guaira   | 0 – 0     | Carabobo                | Olímpico de la UCV            | 17 de abril | 18:00    |
| Caracas               | 1 – 4     | Monagas                 | Olímpico de la UCV            | 18 de abril | 16:00    |
| Estudiantes de Mérida | 1 – 0     | Academia Puerto Cabello | Metropolitano de Mérida       | 18 de abril | 18:00    |
| Deportivo Táchira     | 4 – 0     | Yaracuyanos             | Polideportivo de Pueblo Nuevo | 19 de abril | 17:30    |
| Anzoátegui            | 2 – 0     | Zamora                  | José Antonio Anzoátegui       | 19 de abril | 20:00    |
| Rayo Zuliano          | 0 – 2     | Universidad Central     | José Encarnación Romero       | 20 de abril | 15:30    |
| Portuguesa            | 2 – 1     | Metropolitanos          | José Antonio Páez             | 20 de abril | 18:30    |

| Fecha 13                | Fecha 13  | Fecha 13              | Fecha 13              | Fecha 13    | Fecha 13 |
| Local                   | Resultado | Visitante             | Estadio               | Fecha       | Hora     |
| ----------------------- | --------- | --------------------- | --------------------- | ----------- | -------- |
| Zamora                  | 1 – 2     | Deportivo La Guaira   | Agustín Tovar         | 25 de abril | 17:30    |
| Yaracuyanos             | 2 – 0     | Estudiantes de Mérida | Florentino Oropeza    | 26 de abril | 15:00    |
| Metropolitanos          | 4 – 2     | Rayo Zuliano          | Olímpico de la UCV    | 26 de abril | 17:30    |
| Monagas                 | 2 – 3     | Anzoátegui            | Monumental de Maturín | 26 de abril | 17:30    |
| Universidad Central     | 1 – 3     | Caracas               | Olímpico de la UCV    | 27 de abril | 17:30    |
| Carabobo                | 0 – 0     | Deportivo Táchira     | Misael Delgado        | 27 de abril | 17:30    |
| Academia Puerto Cabello | 2 – 1     | Portuguesa            | La Bombonerita        | 27 de abril | 20:00    |

## Cuadrangulares semifinales
- La hora de cada encuentro corresponde al huso horario que rige a Venezuela (UTC-4).

La segunda fase del Torneo Apertura 2025 fueron los cuadrangulares semifinales. Estos los disputaron los ocho mejores equipos del torneo distribuidos en dos grupos de cuatro equipos. Los dos primeros de la fase todos contra todos fueron cabezas de los grupos A y B, respectivamente, mientras que los seis equipos restantes fueron sorteados según su posición para integrar los dos grupos. Los ganadores de cada grupo de los cuadrangulares se enfrentaron en la gran final para definir al campeón.